# Basket vid europeiska spelen 2019
Basket vid europeiska spelen 2019 avgjordes mellan 21 och 24 juni 2019. Tävlingarna spelades på halvplan med tre spelare i varje lag, så kallad 3x3. Både herrarnas och damernas turnering hade 16 deltagande lag.

## Kvalificerade lag
Vitryssland kvalificerade sig automatiskt som värdland medan de resterande platserna togs av lagen som placerade sig topp 15 i Internationella basketförbundets 3x3-rankning den 1 november 2018.
| Herrar | Damer |
| --- | --- |
| Belarus · Serbien · Ryssland · Lettland · Slovenien · Ukraina · Litauen · Nederländerna · Polen · Estland · Rumänien · Frankrike · Tjeckien · Turkiet · Italien · Andorra | Belarus · Ukraina · Frankrike · Ryssland · Andorra · Nederländerna · Ungern · Rumänien · Italien · Tjeckien · Schweiz · Lettland · Spanien · Estland · Tyskland · Serbien |

## Medaljsummering
| Gren   | Guld                                                                                  | Silver                                                                           | Brons                                                                                      |
| Herrar | Ryssland · Ilija Karpenkov · Kirill Pisklov · Stanislav Sjarov · Alexej Zjerdev       | Lettland · Armands Ginters · Roberts Pāže · Armands Seņkāns · Mārtiņš Šteinbergs | Belarus · Maksim Liutytj · Mikita Mesjtjarakou · Andreij Rahozenka · Sjarhej Vabisjtjevitj |
| Damer  | Frankrike · Mousdandy Djaldi-Tabdi · Caroline Hériaud · Assitan Koné · Johanna Tayeau | Estland · Merike Anderson · Kadri-Ann Lass · Annika Köster · Janne Pulk          | Belarus · Natallia Dasjkevitj · Maryna Ivasjtjnka · Darja Mahalias · Anastasija Susjczyk   |

## Medaljtabell
| Pl.    | Nation      | Guld | Silver | Brons | Totalt |
| ------ | ----------- | ---- | ------ | ----- | ------ |
| 1      | Ryssland    | 1    | 0      | 0     | 1      |
| 1      | Frankrike   | 1    | 0      | 0     | 1      |
| 3      | Lettland    | 0    | 1      | 0     | 1      |
| 3      | Estland     | 0    | 1      | 0     | 1      |
| 5      | Vitryssland | 0    | 0      | 2     | 2      |
| Totalt | Totalt      | 2    | 2      | 2     | 6      |